# Pod Rohem
Pod Rohem (německy Horn) je nová čtvrť (satelit), část obce Jenišov v okrese Karlovy Vary v Karlovarském kraji. Nachází se asi jeden kilometr jižně od Jenišova. V roce 2009 zde bylo evidováno 49 adres. V roce 2011 zde trvale žilo 161 obyvatel. Pod Rohem leží v katastrálním území Jenišov o výměře 5,18 km².
Nachází se zde hypermarkety Globus a Makro, benzínová pumpa a další obchody nebo služby.

## Historie
Tato část obce je nová a začala vznikat v roce 2003.

## Obyvatelstvo
| Rok            | 1869 | 1880 | 1890 | 1900 | 1910 | 1921 | 1930 | 1950 | 1961 | 1970 | 1980 | 1991 | 2001 | 2011 | 2021 |
| -------------- | ---- | ---- | ---- | ---- | ---- | ---- | ---- | ---- | ---- | ---- | ---- | ---- | ---- | ---- | ---- |
| Počet obyvatel | 0    | 0    | 0    | 0    | 0    | 0    | 0    | 0    | 0    | 0    | 0    | 0    | 0    | 161  | 313  |
| Počet domů     | 0    | 0    | 0    | 0    | 0    | 0    | 0    | 0    | 0    | 0    | 0    | 0    | 0    | 55   | 113  |

## Obecní správa
Pod Rohem vznikl k 21. červnu 2005 jako část obce Jenišov v okrese Karlovy Vary.

## Galerie

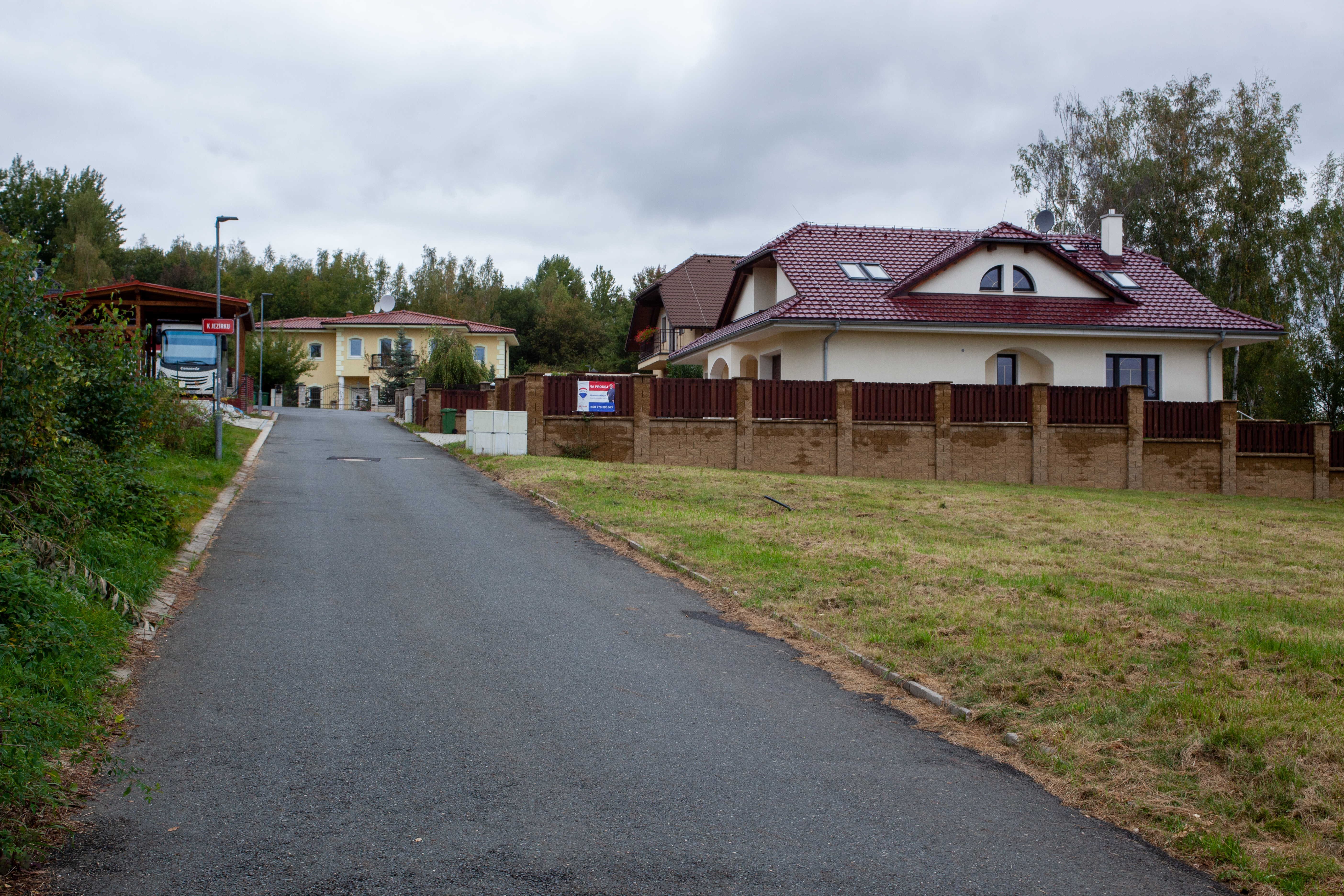
Pod Rohem (2020)
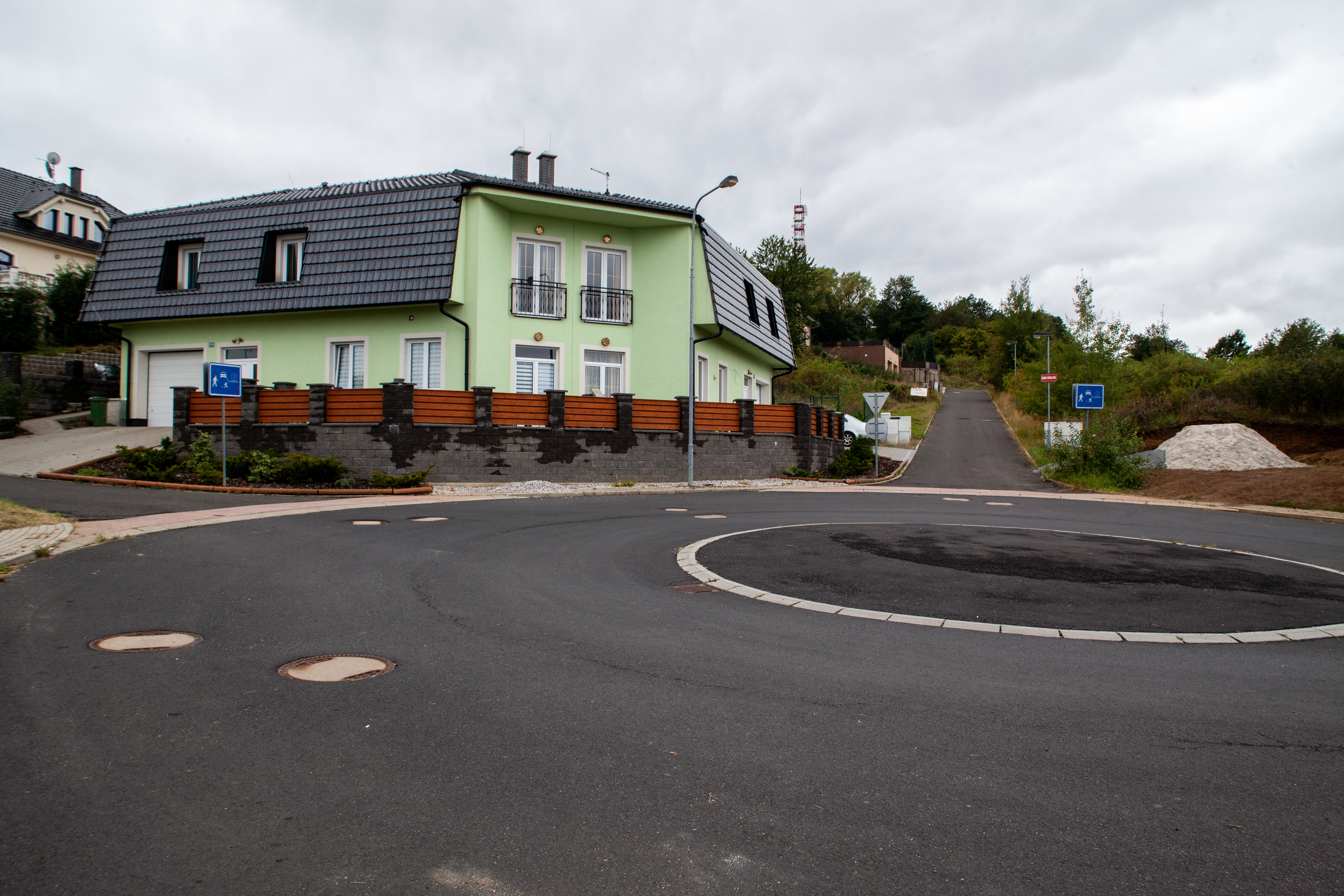
Pod Rohem (2020)
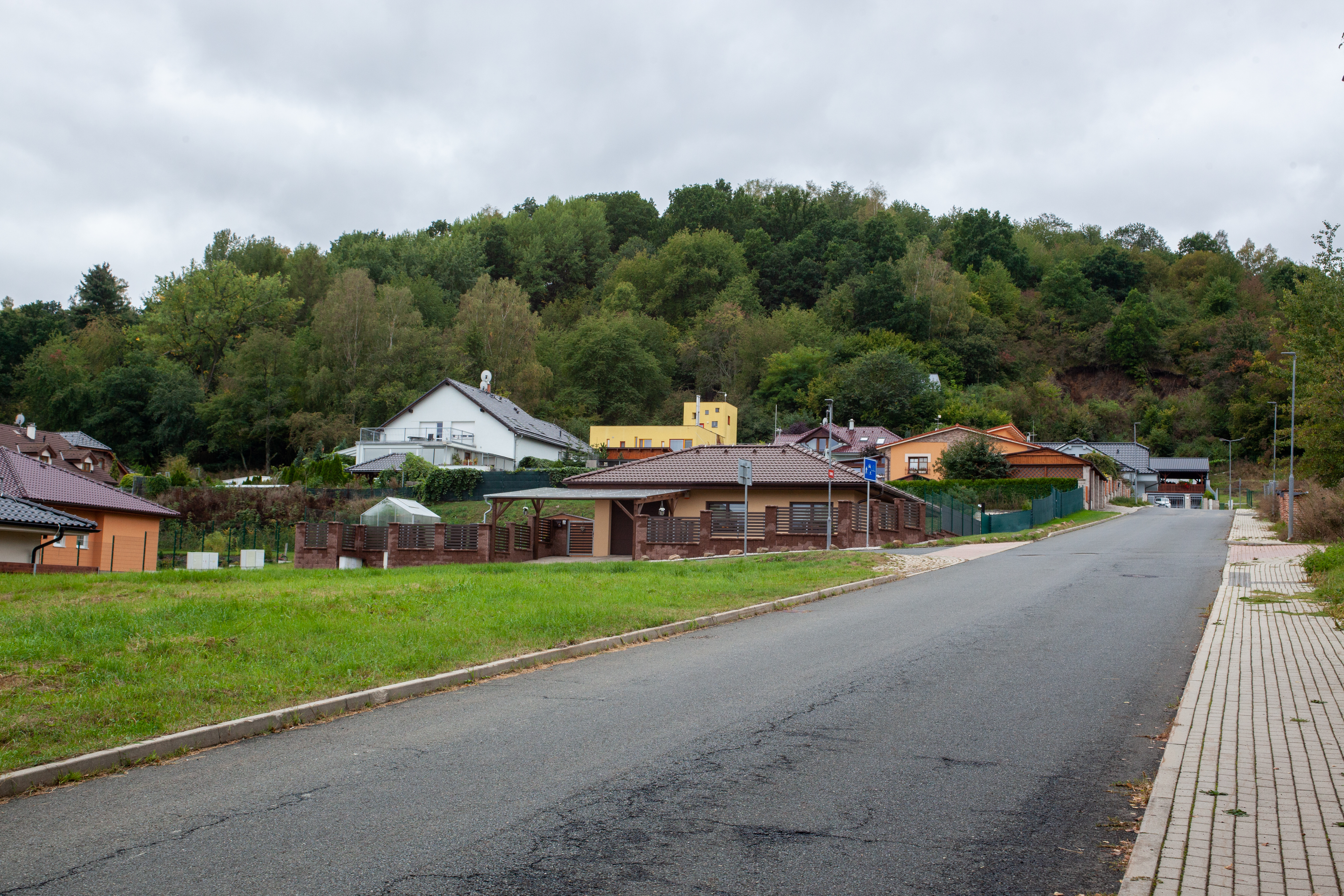
Pod Rohem (2020)